# Leonardo Donà

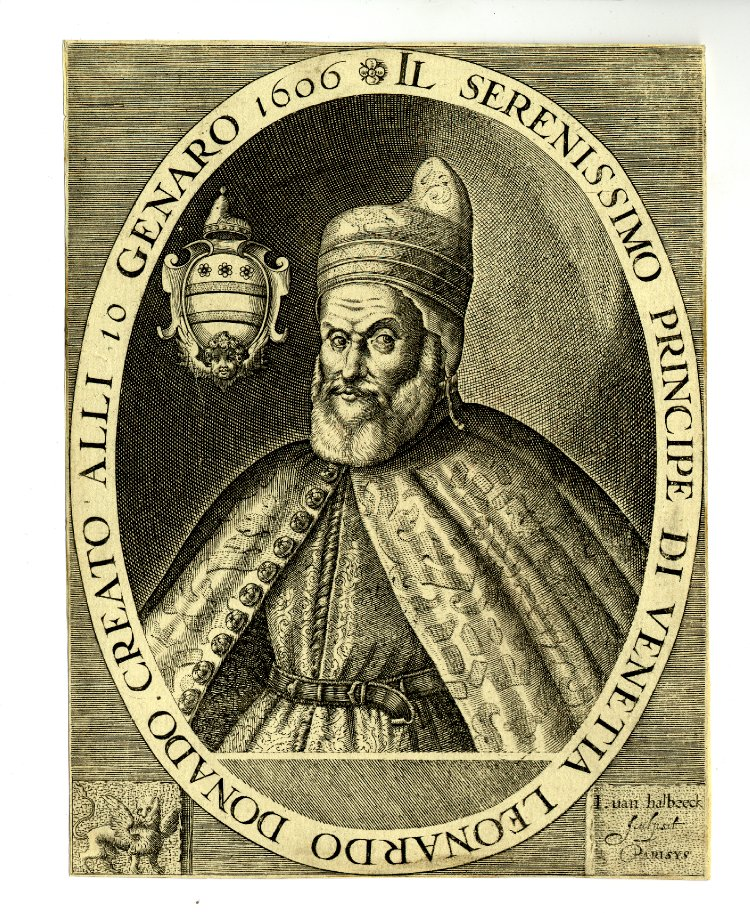
Jan van Haelbeck (fl. 1600–1630): Leonardo Donà mit Umschrift „Il Serenissimo Principe di Venetia Leonardo Donado creato alli 10 Gennaro 1606“, Kupferstich, 16,5 mal 12,5 cm, British Museum

 Leonardo Donà (latinisiert Leonardo Donato, selten Lonardo oder Leandro; * 12. Februar 1536 in Venedig; † 16. Juli 1612 ebenda) war, folgt man der staatlich kontrollierten Geschichtsschreibung der Republik Venedig, ihr 90. Doge. Er regierte von 1606 bis 1612.
Donà war an den Höfen der mächtigsten Herrscher des Mittelmeerraumes und darüber hinaus als Botschafter tätig, so beim spanischen König, beim römisch-deutschen Kaiser und bei verschiedenen Päpsten. Er war Bailò in Konstantinopel, Podestà von Brescia, Prokurator von San Marco und Provveditore der Terraferma, des oberitalienischen Festlands, das Venedig unterstand. Dort war er auch im Friaul tätig.
Der Streit mit dem Papst und den ebenfalls katholischen, spanischen Habsburgern, der sich unter seinem Vorgänger Marino Grimani entzündet hatte, spitzte sich während seiner Regierungszeit bis zum Interdikt zu und konnte erst unter Mitwirkung verschiedener, auch protestantischer Mächte beigelegt werden. Dabei beharrte Donà auf der venezianischen Tradition der Unabhängigkeit von Rom, mit dem sich Venedig seit jeher als gleichwertig im Heilsplan Gottes sah. Gegen die österreichischen Habsburger verteidigte Donà den Anspruch Venedigs auf das Handelsmonopol Venedigs in der Adria.

## Familie

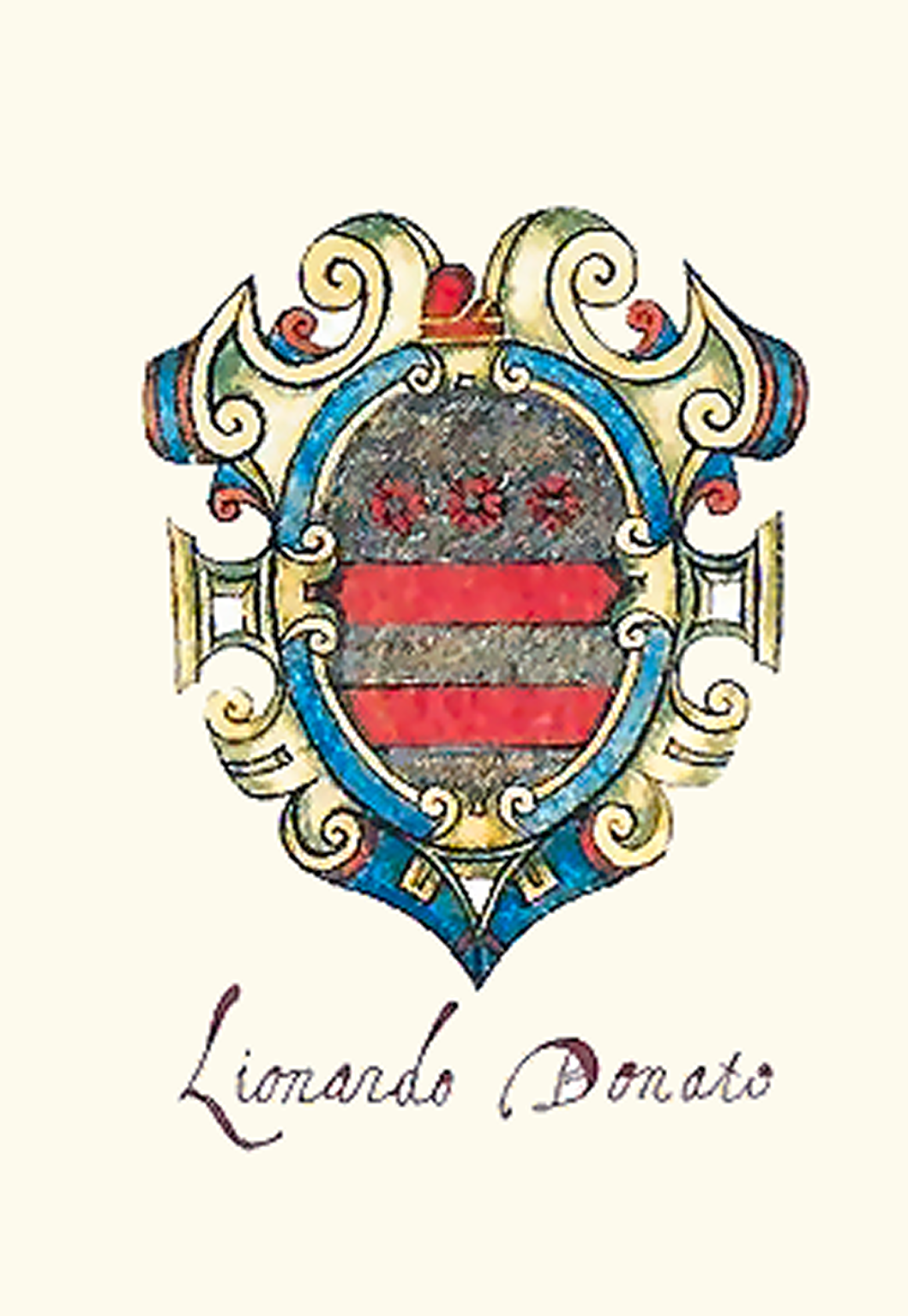
Wappen des „Lionardo Donato“, frühes 17. Jahrhundert

Die Donà gehörten zu den angesehensten Familien Venedigs; ihr Vermögen hatte sie aus dem Fernhandel gezogen. Von dieser Familie existierten zwei Linien oder Zweige (rami), nämlich die Donà dalle Trezze und die dalle Rose. Letzterer entstammte Leonardo Donà.
Zwischen dem 16. und dem 17. Jahrhundert stellte die Familie drei Dogen. Außer Leonardo waren dies Francesco Donà  (1545–1553) und Nicolò Donà (1618). Der vorletzte Doge von Venedig, Paolo Renier, war mit einer Donà aus dem Zweig der dalle Rose, nämlich Giustina Donà, verheiratet.
Leonardo Donà kam als Sohn des Giambattista di Andrea di Antonio und der Paola di Cristoforo Corner wahrscheinlich in der Familienresidenz, einem Haus am Rio terrà S. Marcuola, zur Welt. Sein Vater war ein vermögender Händler, der eine im Patriziat übliche Ämterlaufbahn durchlief. Dabei stieg er bis zum Statthalter von Zypern auf – ein Brief seiner Frau aus dem Jahr 1540 ist erhalten, in dem sie die Lernfortschritte Leonardos hervorhebt. Leonardos ältere Brüder kamen in den Kriegen gegen die Osmanen ums Leben. Andrea (* 1531), starb 1571 in der Seeschlacht von Lepanto, Girolamo (* 1532) war Galeerenkapitän und verlor sein Leben bereits 1558. Dabei sah Leonardo, der keinen Nachwuchs hatte, in den Kindern seines Bruders Nicolò den Fortbestand seiner Familienlinie gesichert.

## Leben

### Vermögen, Studium und Bildung, Großer Rat (1556), Zypern (Sommer 1556 – Sommer 1558)
Die Donà hatten kurz nach der Mitte des 15. Jahrhunderts Land östlich von Padua am Brenta erworben. Kurz nach 1500 kauften sie Land im Umfang von 182 Hektar bei (Villimpenta) Alberia, in der tiefgelegenen und sumpfigen Zone der Provinz Verona. Während die Einnahmen aus dem Grundbesitz für den Vater nur eine Ergänzung für den Lebensunterhalt darstellten, konzentrierte sich Leonardo Donà, der sich als junger Mann auf den Handel gestürzt hatte, später ganz darauf. 1609 erwarb er weitere 52 Hektar in dem Gebiet. Er befasste sich mit Meliorationen und führte minutiös Buch darüber – erhalten sind vier Registerbände, die zwischen 1574 und 1612 entstanden. Seine Jahreseinnahmen drei Jahre vor der Wahl zum Dogen beliefen sich auf 1.400 Dukaten. Gegen Ende seines Lebens belief sich sein Vermögen auf etwa 85.000 Dukaten.
Leonardo Donà, der nie heiratete, studierte an den Universitäten Padua und Bologna Moralphilosophie, Geschichte und alte Sprachen, doch erlangte er keinen Doktortitel – wie es in seinem Stand üblich war. Seine hohe Bildung erweist sich nicht zuletzt in der umfangreichen Bibliothek, die er besaß, und für die er eigenhändig und überaus sorgfältig ein Inventar anlegte. Vor allem handelte es sich, abgesehen von einigen Manuskripten, um Druckwerke, insbesondere zu Geschichte und Theologie. Hinzu kamen juristische Werke, wie die Pandekten und die Institutionen, zahllose Statuten aus dem venezianischen Oberitalien und aus Venedig selbst, vor allem aber Kartenwerke, die auch die Neue Welt erfassten, ebenso wie Asien und Afrika.

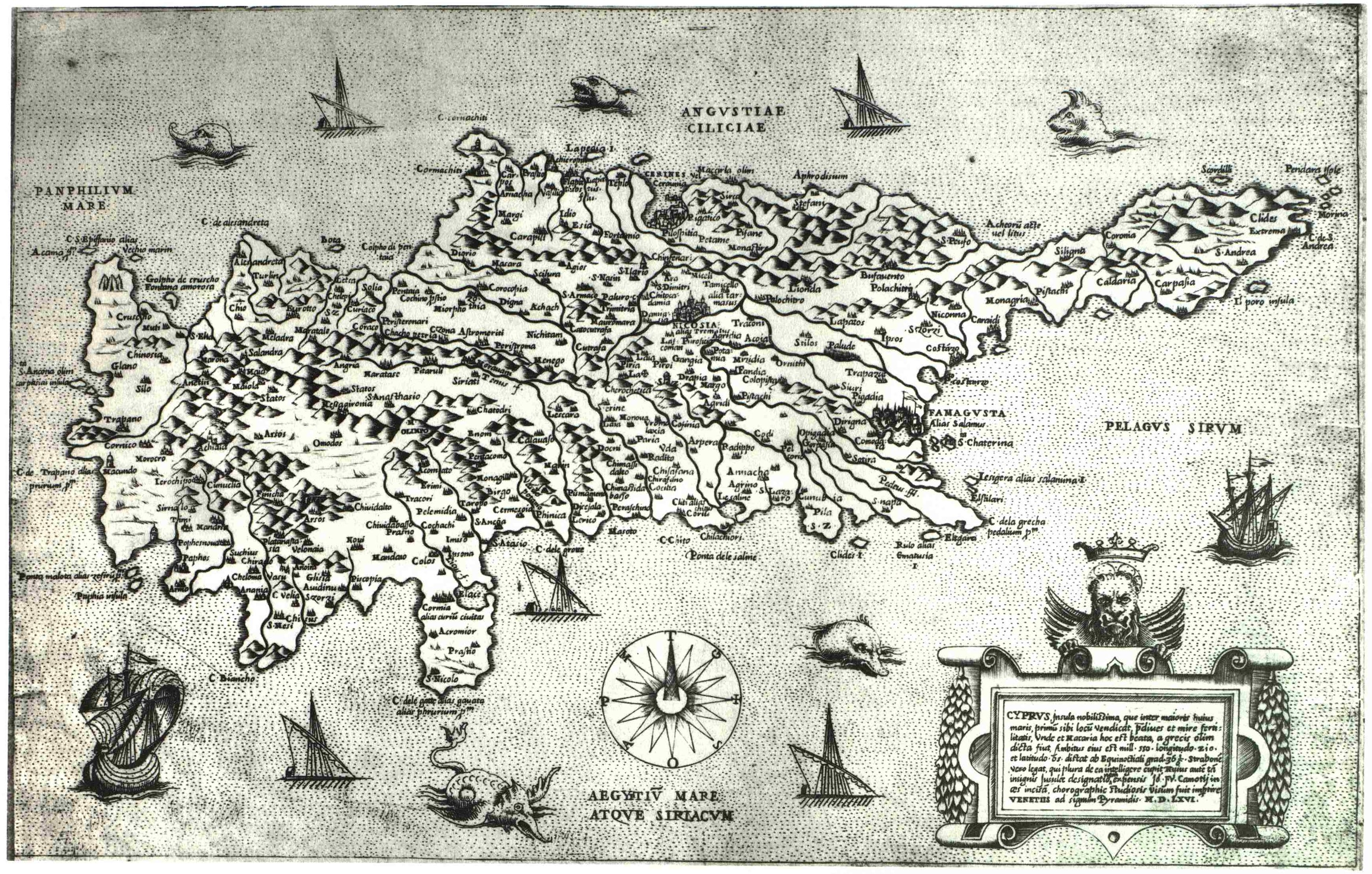
Karte Zyperns, Kupferstich, Giovanni Francesco Camocio: Isole famose, Venedig 1566 (eine andere Karte vom selben Drucker: Digitalisat)

Schon im Alter von 14 Jahren arbeitete er mit seinem Vater, zu dieser Zeit Savio alla Mercanzia, zusammen, denn er unterstützte ihn bei der Amtskorrespondenz. Durch das Losverfahren der Balla d’oro gelangte er vorzeitig, nämlich bereits mit 20 Jahren in den Großen Rat, die Generalversammlung des stadtvenezianischen Adels. Seine ersten Amtserfahrungen machte er jedoch auf Zypern, denn sein Vater wurde als Statthalter auf die Insel berufen. So hielt sich Leonardo dort zwischen dem Sommer 1556 und dem Sommer 1558 auf. Dabei notierte er sich alles, was ihm im Zusammenhang mit der Agrarwirtschaft, aber auch der Verteidigung der Insel gegen die Osmanen wichtig zu sein schien. Er selbst machte sich die Worte eines früheren Statthalters zu eigen, der gesagt hatte, die Insel sei der notwendigste und der wichtigste Ort des Kolonialreiches.

### Ämterlaufbahn (ab 1561)
Am 29. März 1561 wurde Donà im Großen Rat in sein erstes Amt gewählt, denn er wurde zum Savio agli Ordini erhoben. Im September wurde er in das Collegio dei dodici gewählt; er konzentrierte sich auf Rechts- und Verwaltungsaufgaben. Im April 1562 wurde er Ufficiale al Cattaver, eine Einrichtung, die seit ihrer Gründung am 26. Juni 1280 zunächst für Schmuggelbekämpfung und den Schutz des Abgabensystems, schließlich aber vor allem für die Juden und die Überwachung des Wuchers zuständig war. Dann übernahm er im Oktober 1567 das Amt alle Cazude, er war also vorrangig für die Eintreibung von Steuerschulden verantwortlich.
Schließlich wurde er im April 1569 im Großen Rat in den einflussreichen Posten eines Provveditore di comun gewählt. In dieser Position sollte das öffentliche Interesse bei den Behördenvorgängen gewahrt werden, was die Aufgaben äußerst heterogen machte. Dabei setzte er seine Notizen über alles, was ihn interessierte fort. Dies schloss etwa die Strafgerichtsbarkeit in Schifffahrts- und Handelsangelegenheiten ein, in die Handels- und Handwerkskorporationen, sogar in die Lebensmittelversorgung und die Ärzte und Heiler, aber auch in die städtische Infrastruktur bis zum Brandschutz. Von Nutzen war dabei seine Redegewandtheit, seine Ernsthaftigkeit, sein Sitz im Senat. Normalerweise blieb man 16 Monate in dieser Stellung.

#### Botschafter am spanischen Hof (1569–1573)

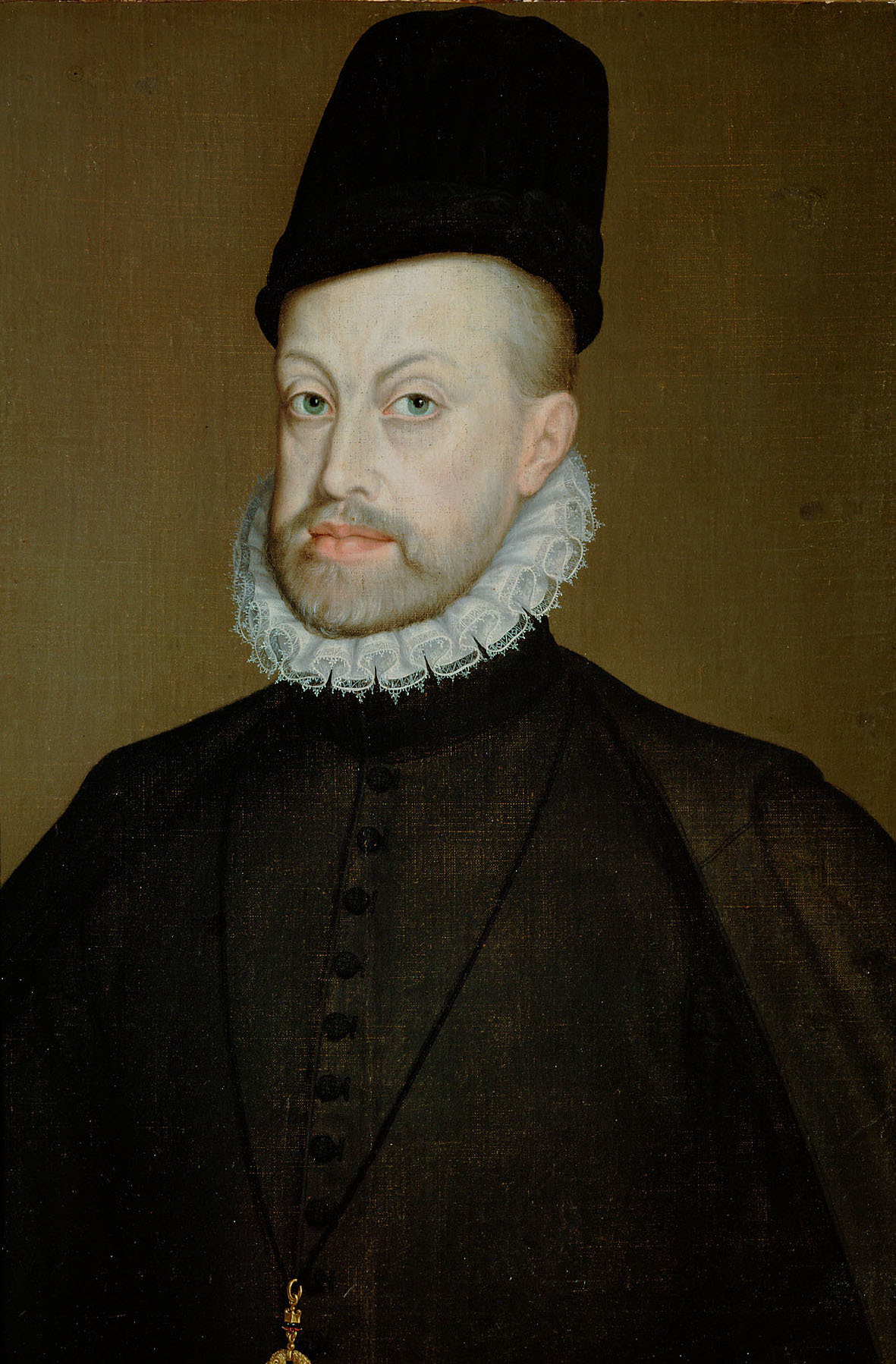
Alonso Sánchez Coello: Porträt König Philipp II., um 1570, Kunsthistorisches Museum Wien

Doch am 29. Juli 1569, im Alter von kaum 33 Jahren, wurde er zum Botschafter beim spanischen König Philipp II. nominiert. Kurz nach seiner Abreise erreichte eine osmanische Gesandtschaft Venedig, die die Abtretung von Zypern verlangte. Schon im Juli landete eine Flotte auf der Insel, die Eroberer fanden erst vor Famagusta starken Widerstand. Nun wurde über ein Bündnis zwischen Venedig, dem Papst und Spanien sowie weiteren katholischen Mächten gegen die Osmanen verhandelt, vor allem in Rom. Donà war gezwungen, dem König, der permanent seinen Aufenthaltsort wechselte, hinterherzureisen. Dabei erfolgten aus Venedig praktisch keine Weisungen, so dass er unter hohem Risiko, eine Fehlentscheidung zu treffen, auf sich angewiesen war. Anfang März 1571 sprach Donà klar über die bevorstehenden Verluste Venedigs und seines Kolonialreiches, doch glaubte er, die Republik sei stark genug, die Gebiete zurückzuholen. Am 25. Mai 1571 kam es zu einem formalen Bündnis mit Madrid und Rom. Am 7. Oktober des Jahres siegte die vereinigte Flotte der Allianz vor Lepanto. Donà drängte darauf, den Sieg zu nutzen und zu verhindern, dass sich die Osmanen erholten. Doch es geschah nichts, Philipp und der Papst verfolgten ihren eigenen Interessen. Der Rat der Zehn und die Zonta schlossen, ohne Wissen des kriegsbereiten Senats, am 7. März 1573 einen Separatfrieden – unter Verzicht auf Zypern. Die Nachricht vom Friedensschluss erreichte Donà am 17. Mai in Madrid.
Für Leonardo Donà war dies eine äußerst schwierige Situation, denn einerseits musste er das Regierungshandeln bei Hof rechtfertigen, was er mit der Isolierung Venedigs und der Schwere der Probleme tat, vor denen Venedig stand, andererseits war er weder mit der Entscheidung noch dem Vorgehen einverstanden. Schon als Gerüchte um einen Separatfrieden aufkamen, verfasste Donà einen Brief an die drei Capi des Rates der Zehn, die drei führenden Männer des machtvollen Gremiums. Er habe ja nie im Rat der Zehn gesessen, denn würde er dort auf den Grund des Vaterlandes gesehen haben, so schloss er, würde er vielleicht anders reden.
Gegen die Allmacht des Rates der Zehn und die Rom-Orientierung wandten sich die giovani, die Jungen, deren Sprachrohr später Donà wurde. In dieser wachsenden Gruppe sammelten sich die Kritiker der weltlichen Macht der Kirche, der Korruption, die Befürworter von Reformen, der Unabhängigkeit Venedigs und seiner Kirchen von Rom. Auch wandten sie sich gegen die Verflechtungen, die Pfründe und Präbenden venezianischer Patrizier, deren Zahl seit den Dogen des 15. Jahrhunderts, also Gregor XII., Eugen IV. und Paul II., stark zugenommen hatte. Zugleich bewunderte Donà die Dominanz des spanischen Königs, der Kleriker einsetzte als sei er der Papst („come se fusse pontefice“). Venedig hingegen hatte schon seit der Niederlage in der Schlacht von Agnadello, also seit 1509, das Recht verloren, seine Bischöfe einfach dem Papst vorzuschlagen.

#### Ämter innerhalb Venedigs, im inneren Kreis (ab 1576), Gesandter am Hof Rudolfs II.

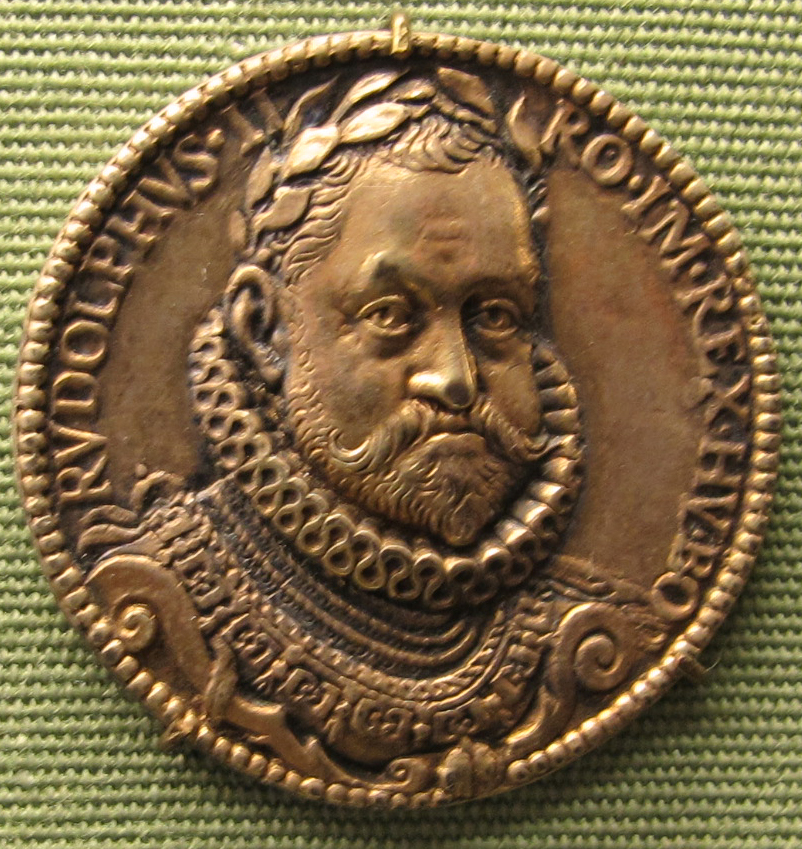
Kaiser Rudolf II. auf einer Medaille des Jahres 1576

Nach seiner Rückkehr vom spanischen Hof am 18. November 1573 wurde Donà bereits am 28. Dezember zum Savio di Terraferma gewählt. Nun folgte eine ganze Kaskade von Ämtern im Rahmen der sich immer weiter auffächernden Beaufsichtigungs-, Kontroll- und Steuerungssysteme im Rechts-, Verwaltungs- und Wirtschaftsbereich. Am 19. Oktober 1574 wurde er zum Provveditore sopra i Beni comunali, war also mit den Gütern der Kommune befasst, dann am 12. Dezember desselben Jahres zum Procuratore sopra gli Atti del sopracastaldo. Damit war er anstelle der Procuratori di San Marco dafür eingesetzt, über Berufungen im Zusammenhang mit der Vollstreckung von Zivilurteilen zu urteilen, für die die Magistratur des Sopragastaldo zuständig – dieser war für die Vollstreckung von Hinrichtungen zuständig, aber auch für die Aufbewahrung von entsprechenden Urkunden und Notariatsakten zuständig. Zum Savio di Terraferma wurde er am 29. September 1575 gewählt, um schließlich am 27. Dezember 1576 als Consigliere dei Dieci und am nächsten Tag als Savio del Consiglio in den Kern der Macht vorzustoßen. Donà selbst war überaus stolz darauf, wie er einem seiner Register anvertraute.
Ein ähnlich großer Erfolg gelang ihm mit der Wahl zum Sonderbotschafter am Hof Rudolfs. II von Habsburg. Er sollte dem Kaiser zu seiner neuen Würde gratulieren, wobei Donà eine lebhafte Schilderung dieser Reise hinterließ.

#### Podestà von Brescia (1578–1580), Botschafter in Rom, Aquileia
Am 23. Februar 1578 wurde er schließlich zum Podestà von Brescia gewählt, in ein Amt, das er bis 1580 ausfüllte. Dabei hatte Donà Gelegenheit, die herausragende Figur der Gegenreformation persönlich kennen zu lernen, nämlich Carlo Borromeo, den Erzbischof von Mailand. Als Venezianer war Donà die Vormacht der Kirche über den Staat, die Borromeo propagierte, suspekt.

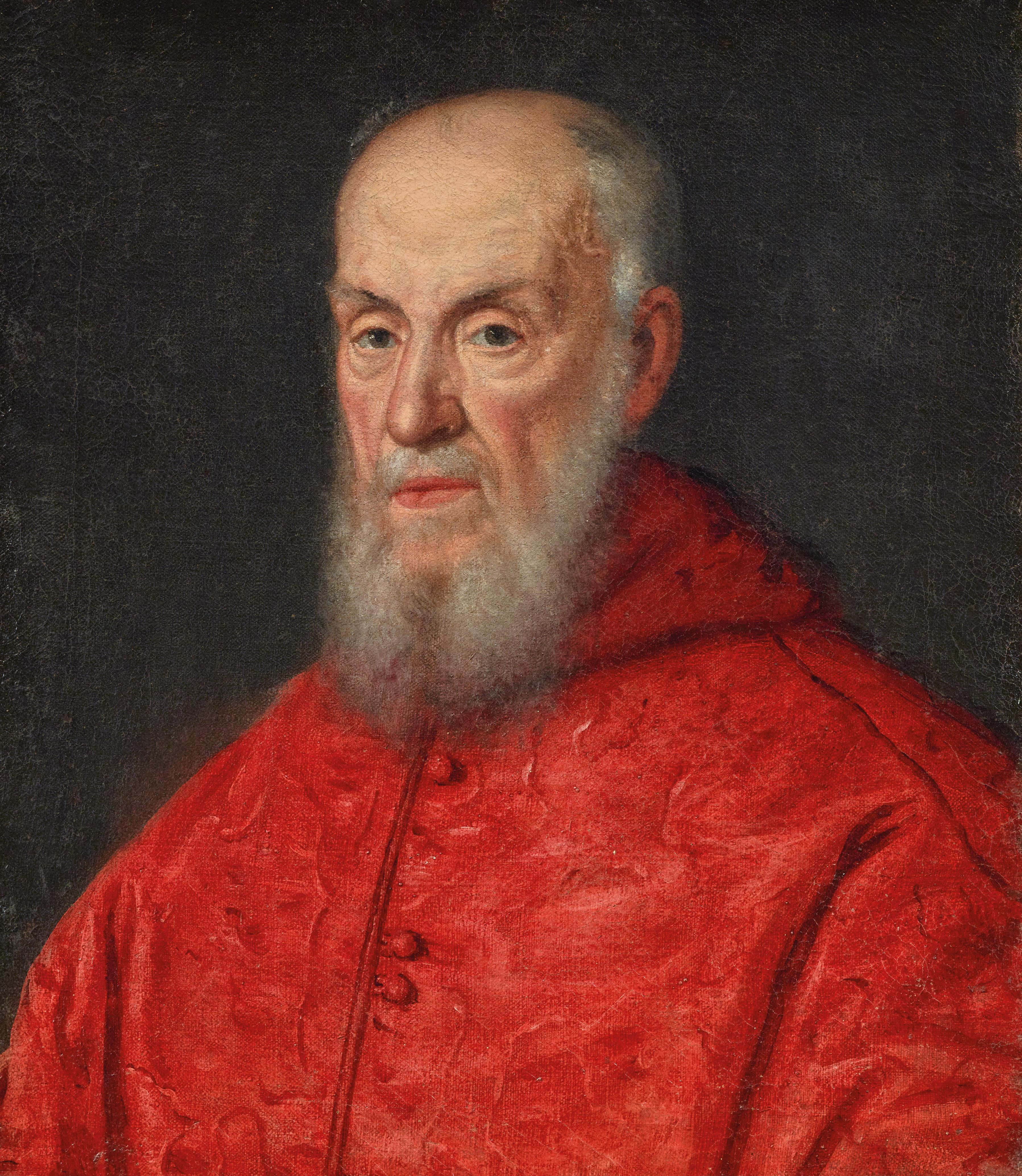
Werkstatt des Jacopo und Domenico Tintorette: Porträt des Patriarchen von Aquileia Giovanni Grimani, der 1545–1550 und erneut 1585–1593 im Amt war; Öl auf Leinwand, 57 mal 49,5 cm, Privatsammlung

Am 26. November 1580 wurde Donà dennoch zum Botschafter in Rom gewählt. Dort hatte sich der Patriarch von Aquileia darüber beschwert, dass sich in Taiedo, einem Landgut bei San Vito al Tagliamento, das durch Erbfolgen und Kauf und Verkauf zwischen den Familien Altan und Savorgnan zum Zankapfel geworden war, der Rat der Zehn in seinen Augen eine Entscheidung angemaßt hatte. Er hatte nämlich nicht dem Patriarchen die Entscheidung abverlangt, sondern dem Statthalter. Gegen diese Entscheidung von 1580 legte der Patriarch nun in Rom Beschwerde ein, da er glaubte, seine Rechte als höchster Kleriker seien beschnitten worden. Für Grimani war Taiedo nur ein Vorwand, um gegen den Widerstand Venedigs sämtliche Rechte des Patriarchats zurückzuerlangen. Gleich mehrere Adelsfamilien versuchten sich auf diese Weise Sonderrechte innerhalb der Republik Venedig zu erstreiten, allen voran der Patriarch Giovanni Grimani selbst.
Donà war demzufolge ein Gegner Grimanis, dessen Gebietsansprüchen er misstraute, und den er für gefährlicher hielt, als den Papst. Dabei führte er historische Argumente ins Feld, dass nämlich das Friaul in einem gerechten Krieg erobert worden sei, dass sich in den 160 Jahren der venezianischen Herrschaft kein Patriarch in weltliche Dinge eingemischt habe. Zudem fürchtete er, dass man damit die Interessen der habsburgischen Nachbarn befördern würde. In Venedig entschied man, dem Botschafter einen Sonderbotschafter an die Seite zu stellen. Diese Aufgabe wurde Giovanni Soranzo übertragen, der einen Kompromiss anstrebte, den Donà ablehnte. Als Taiedo tatsächlich an den Patriarchen abgetreten wurde, war Donà nicht mehr in Rom, da er schwer erkrankt war. Mit ihm hatten die Jungen (giovani) auf eine andere Lösung gehofft, er selbst erkannte, dass es zu gefährlich war, wenn venezianische Adlige zu Prälaten von Roms Gnaden wurden. Für sich lehnte er 1584 das Angebot ab, Bischof von Brescia und Kardinal zu werden – unter dem Vorwand, ihm fehlten die notwendigen Qualitäten. Grimani dagegen arbeitete weiterhin – über das Dogat Leonardo Donàs hinaus – an seiner Unabhängigkeit.
Als die Nachricht im Dezember 1588 eintraf, Papst Sixtus V. wolle zwei Kardinäle kreieren, hielten es viele für wichtig, dass wenigstens einer von ihnen ein Venezianer wäre. Donà hingegen hielt gerade dies für schädlich für die Republik, er fürchtete, Venedig könnte geradezu eine Dépendance Roms werden. Er erinnerte im Senat daran, welchen Schaden die venezianischen Päpste Gregor XII., Eugen IV. und Paul II. angerichtet hätten. Stattdessen strebte man angesichts der Bedrohung durch die Osmanen und der Verlagerung des Handels in die spanischen und portugiesischen Gewässer eine Annäherung an Spanien an, die Venedig unter die Ägide des Riesenreiches brachte. Dies widerstrebte Donà, der schon 1583 gegen ein Bündnis mit Madrid eingetreten war.
Nun aber trat Frankreich wieder auf den außenpolitischen Plan, nachdem es die konfessionellen Auseinandersetzungen überwunden hatte. Dies bot Venedig neue Möglichkeiten, zwischen den Großmächten zu lavieren. Doch erst als 1589 nach dem Tod Heinrichs III. der Calvinist Heinrich von Navarra den Thron Frankreichs bestieg, entsandte Venedig einen Botschafter nach Paris, obwohl der Papst mit Kirchenstrafen gedroht hatte. André Hurault de Maisse (1539–1607) wurde als französischer Botschafter in Venedig empfangen. Donà erhielt die schwierige Aufgabe, als Gesandter einem zornigen Papst die Neuerungen zu erklären. Der in Rom ansässige Botschafter Alberto Badoer schrieb, Donà habe von sich ein „honoratissimo et celebratissimo nome di prudentia, di valor et di destrezza veramente singolare“ hinterlassen. Er habe die in ihn gesetzten hohen Erwartungen sogar übertroffen, wie Badoer schrieb.

#### Sondergesandtschaften in Rom (1590/91, 1598) und Konstantinopel (1595), Giordano Bruno (1592/1593)
In den Jahren 1590 und 1591 wurde Donà dreimal dazu auserkoren, dem jeweils neu gewählten Papst zu gratulieren. Doch die drei Päpste Urban VII., Gregor XIV. und Innozenz IX. starben jeweils nach so kurzer Zeit, dass die Gesandtschaften Rom noch gar nicht erreicht hatten. Erst die Reise zu Clemens VIII. kam zur Ausführung. Doch kam Donà nicht nur zum Gratulieren, sondern auch wegen der Exilanten aus dem Kirchenstaat, die die Sicherheit Venedigs bedrohten. Auf Empfehlung Donàs lehnte Venedig die Auslieferung Giordano Brunos ab, die Rom verlangte. Zum einen wurde der Prozess in Venedig durchgeführt, zum anderen hätte eine Auslieferung der Rechtstradition widersprochen. So lehnte der Senat am 10. Oktober 1592 mit 107 zu 10 Stimmen die Auslieferung ab. Doch dem päpstlichen Nuntius gelang es, nachzuweisen, dass erst vor Kurzem Auslieferungen stattgefunden hatten. Schließlich stimmten am 7. Januar 1593 142 Senatoren mit Ja, 20 stimmten dagegen, 10 enthielten sich. Bruno wurde an Rom ausgeliefert und dort im Jahr 1600 hingerichtet.
1595 wurde Donà nach Konstantinopel entsandt, um anlässlich des Todes Sultan Murads III. zu kondolieren, und um dem Nachfolger zu gratulieren. Wichtiger waren die mit dem Besuch verbundenen Verhandlungen über die Verlängerung des Friedensvertrages, auch sollte der Unterhändler versuchen, einige Verbesserungen auszuhandeln. Auch die Frage der Befreiung christlicher Sklaven sollte er ansprechen. Doch der neue Sultan Mehmed III. stand mitten im Krieg gegen die Habsburger, er selbst wollte sein Heer nach Norden führen. Donà gelang es, den neuen Herrscher, der nicht nur die Habsburger, sondern auch Venedig hasste, zu beruhigen. Als Donà seine relazione, seinen Abschlussbericht, am 12. März 1596 dem Senat vortrug, hielt er es offenbar für nötig, in ungewöhnlich breiter Form über das Osmanenreich zu berichten. Dieser Bericht war so umfangreich, dass er Nicolò Contarini als Grundlage für seinen langen Abschnitt über die Türken in seinen nie veröffentlichten Istorie dienen konnte.

#### Ferrara
Seine letzte diplomatische Mission führte Donà noch einmal an den päpstlichen Hof. Dabei suchte er Clemens VIII. im März 1598 in Ferrara auf. Mit dem erbenlosen Tod Alfonsos II., des Herzogs von Ferrara, im Jahr 1597 hatte der Papst das in seinen Augen heimgefallene Lehen eingezogen und Ferrara 1598 in den Kirchenstaat eingegliedert. Clemens beging diese Erweiterung seiner unmittelbaren Herrschaft feierlich, Venedig blieb nichts anderes übrig, als Gesandte zur Gratulation aufzubieten. Er forderte Venedig aber auch auf, den Kaiser in seinem Kampf gegen die Osmanen zu unterstützen. Zwei Jahre zuvor hatte Donà in seiner Relazione vermerkt, es sei ein günstiger Moment für einen Angriff gegen die Türken, denn nur schwache Kräfte standen in Ungarn. Außerdem würde der Sultan es aus Furcht vor der venezianischen Flotte, die sich mit derjenigen Spaniens vereinigen könnte, nicht wagen, seine Schiffe zu bewegen. Doch sah er, dass dies am Streit der katholischen Mächte scheitern könnte: „Onde, se piacesse a Dio di mettere in cuore alli principi, che hanno le maggior forze, di dar un pocco di pausa tra essi alli loro rancori“, wenn es also Gott gefallen würde, die mächtigsten Herrscher dazu zu veranlassen, ihren Groll eine Zeit ruhen zu lassen, und wenn der Papst seiner Verpflichtung nachkommen würde.

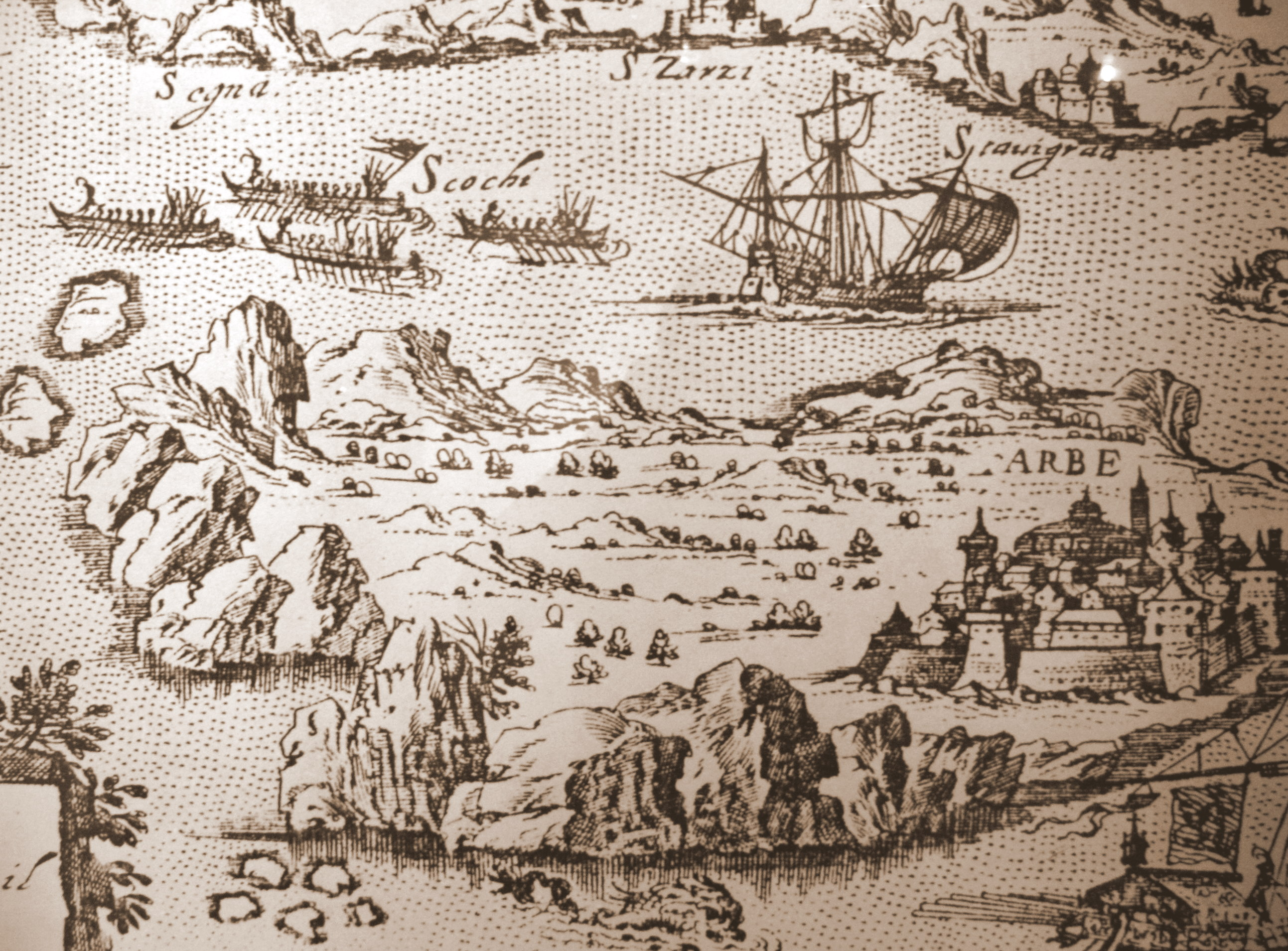
Uskoken verfolgen ein venezianisches Schiff; im Vordergrund Arbe (Rab), 1600

Mit den „rancori“ meinte er die Ressentiments der Habsburger Spaniens und Österreichs, des Papstes gegen Venedig. Frankreich hingegen gelang es unter Heinrich IV., eine übergreifende Opposition gegen den habsburgischen Block zu formen, zu dem England gehörte, und dem Donà eine gewisse Sympathie entgegenbrachte. Die Nachbarn Venedigs hingegen machten der Republik die Herrschaft über die Adria streitig, förderten die Aktivitäten der Uskoken. Auch gefährdete Spanien die Grenze in der Lombardei. In den Augen der giovani war der größte Gegner allerdings der Papst, denn dieser gefährdete mit seinen Einmischungen die Souveränität Venedigs und bildete mit der nunmehr errungenen Herrschaft über Ferrara einen Teil der habsburgisch-päpstlichen Zange, die sich um Venedig zu schließen drohte. Dass sich Venedig bei seinen neuen ökonomischen Aspirationen auf die Juden stützte, stieß in Rom und Madrid, wo man die Juden 1492 des Landes verwiesen hatte, auf starken Widerwillen.

#### Auf dem Weg zur Staatsspitze: Prokurator von San Marco, Dogenwahl von 1595, Verteidigung der Lagunenpolitik

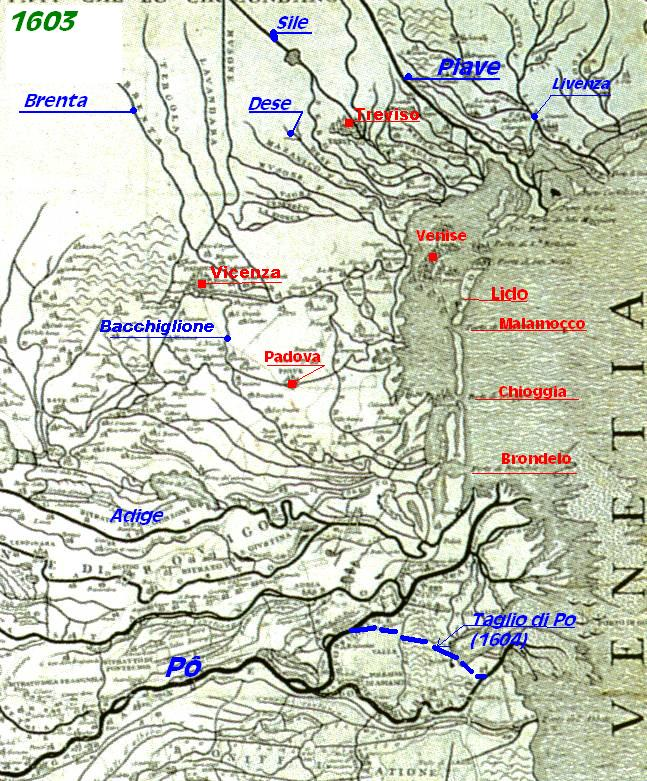
Plan von 1603 mit den Zuflüssen der Lagune von Venedig (die Umleitung von 1604 ist blau markiert)

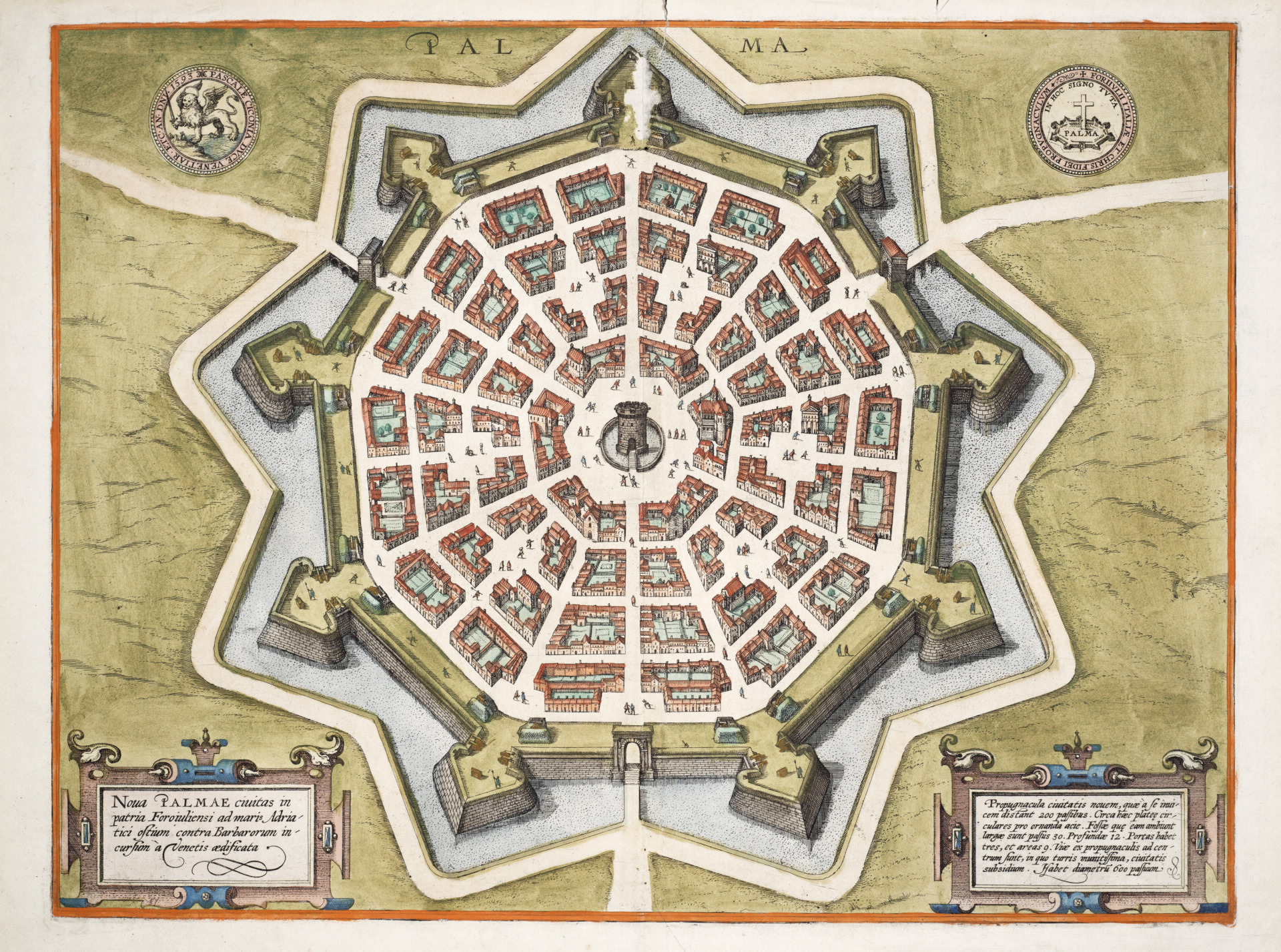
Joris Hoefnagel: Plan der Festungsstadt Palmanova von 1593

Donà war schon 1591 zum Procuratore di S. Marco de citra gewählt worden, das höchstangesehene Amt der Republik, in das man als einem der wenigen Ämter auf Lebenszeit gewählt wurde. 1593 wurde er Provveditore generale im Friaul, wo er die Festung Palmanova errichten ließ. 1592, 1593 und 1594 wurde er zum Savio del Consiglio gewählt.
Bei der Dogenwahl von 1595 wurde ihm ein gemäßigter Kandidat, nämlich Marino Grimani vorgezogen. 1601 wurde ihm erneut für zwei Jahre die Stellung eines Provveditore generale di Terraferma zugestanden. Auf der Terraferma kümmerte er sich vor allem um militärische Belange. Dabei musste er zur Kenntnis nehmen, dass die dortigen Kräfte zu schwach sein würden gegen den spanischen König.
Im Dezember 1600 traf die Stadt eine verheerende Überschwemmung. Gemeinsam mit elf weiteren Senatoren sollte Donà Maßnahmen bestimmen, um der Situation zu begegnen und Vorsorge zu treffen. Er lehnte Vorschläge ab, sich an Holland zu orientieren und befürwortete stattdessen die Fortsetzung der seit Jahrhunderten bewährten Lagunenpolitik. Die Regierung ließ 1599 bis 1604 einen Durchbruch bei Taglia di Po im Südosten von Adria durchführen. Dadurch entstand der heutige Hauptentwässerungsarm des Po. Bis dahin lag die Hauptmündung weiter nördlich beim Po di Levante und unweit der Mündung der Etsch, sodass die nordwärts strebende Deltaschüttung die Lagune bedroht hatte.

#### Konflikt mit dem Papst

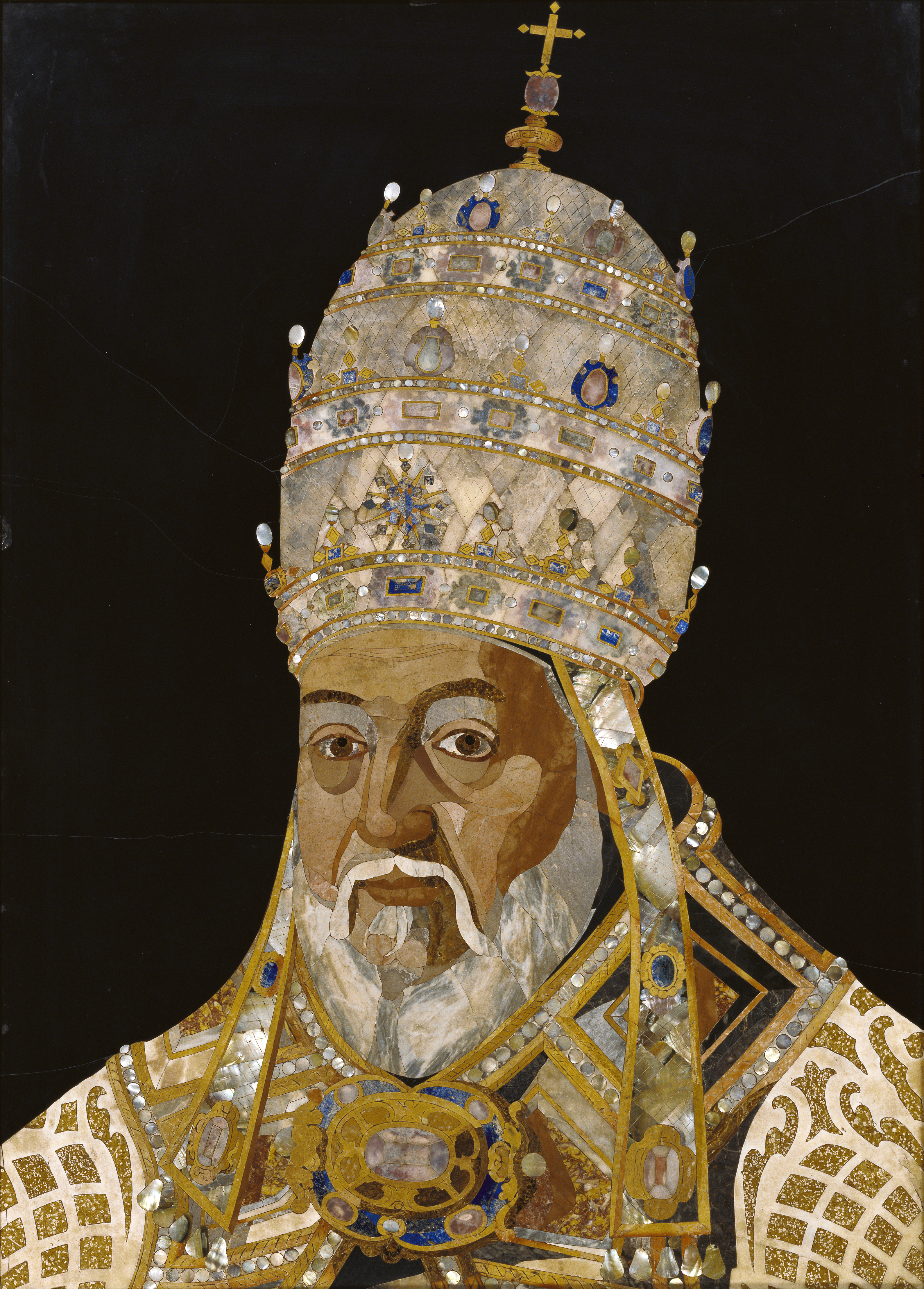
Papst Clemens VIII., Mosaik von Jacopo Ligozzi, 1600, Getty Center

Zunehmend verbanden sich derlei Fragen mit der politischen Konstellation, so dass jede Orientierung an römischer Politik oder Kunst, Architektur und Technik auf Ablehnung stieß, denn man fürchtete, dass die Abwendung von den eigenen Traditionen in die politische Abhängigkeit führen würde. Dies erwies sich beim Bau der Redentore-Kirche ebenso, wie beim Wiederaufbau der Rialtobrücke, indem man die Pläne Palladios ablehnte. So wurde auch der Umbau des Markusplatzes, den gleichfalls Vincenzo Scamozzi ausführen sollte, vor allem von den giovani als römischer Triumphalismus abgelehnt.
Donà erwies sich als harter Gegner der römischen Ansprüche. 1596 äußerte er gegenüber dem römischen Nuntius, Venedig beherrsche seit 1200 Jahren das Meer, eine Herrschaft, die es mit seinem Blut bezahlt habe. Es habe seinerzeit freiwillig Cervia und Ravenna an den Papst abgetreten, obwohl es die Städte hätte behalten können. Er stimmte dem Ansinnen eines Indexes der verbotenen Bücher durchaus zu, da der Papst der Wächter des Glaubens sei, aber eine Vereidigung der Verleger Venedigs auf diese Verbotsliste lehnte er ab. Anderenfalls würden diese zu Untertanen der Jurisdiktion des Papstes. Sicherheitshalber markierte er in seinem Bücherverzeichnis die verbotenen Bücher als „abruciato“, als verbrannt. So etwa die Bibel in der Volkssprache, den Fürsten Niccolò Machiavellis, den Decamerone und weitere Werke.
Im Sommer 1600 verlangte Papst Clemens, dass der traditionsgemäß von Venedig vorgeschlagene Patriarch von Venedig zunächst einmal zur Glaubensprüfung nach Rom zu schicken sei. Dem Nuntius widersprach dabei am deutlichsten Leonardo Donà, der auch hierin einen Versuch sah, die venezianische Souveränität weiter zu untergraben. Dabei stieß ihm bitter auf, dass auch viele Patrizier die römische Richtung unterstützten.
Der Doge hielt an den Gesetzen, die den Einfluss Roms beschnitten, fest. Als Berater in Fragen des kanonischen Rechts stellte der Rat der Zehn den in Venedig geborenen Paolo Sarpi ein, einen Mönch des Servitenordens.

### Das Dogenamt
Im Alter von 70 Jahren wurde Donà in das Dogenamt gewählt. Die Wahl des sittenstrengen und asketischen Donà stieß bei den Venezianern auf wenig Begeisterung, er selbst hingegen war davon überzeugt, dass seine Wahl auf großen Beifall aller Stände gestoßen sei, wie er selbst notierte.

#### Der Konflikt mit dem Papst und den Habsburgern,Freiheit der Meere

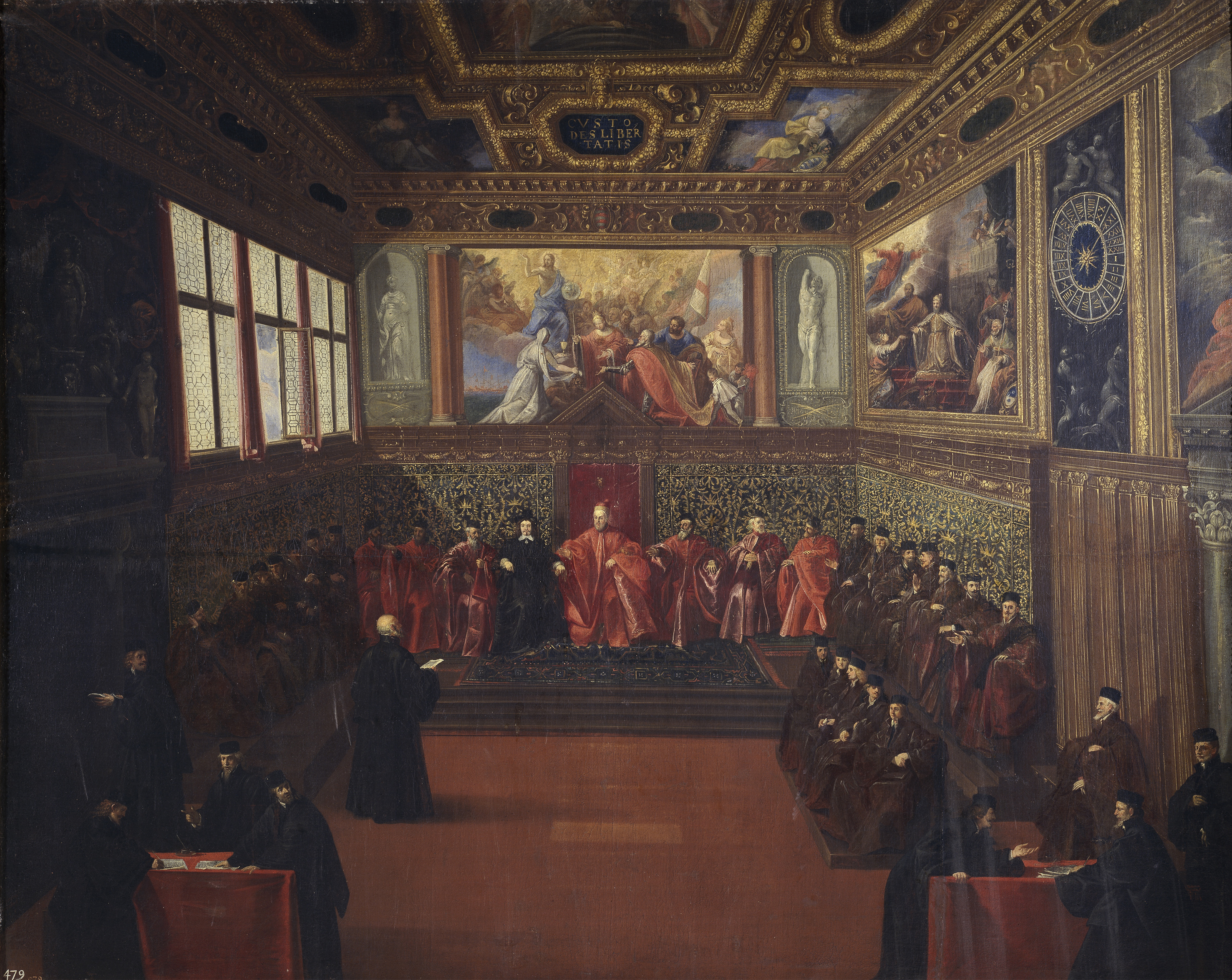
Pietro Malombra (1556–1618): Empfang des spanischen Botschafters Don Alonso de la Cueva durch den Dogen Leonardo Donà im Jahr 1606, Farbe auf Leinwand, 170 × 214 cm, Museo del Prado. Im Hintergrund das Bildnis des Siegers in der Seeschlacht von Lepanto (1571) und späteren Dogen Sebastiano Venier, ein Gemälde an zentraler Stelle im Dogenpalast, das Paolo Veronese geschaffen hatte.

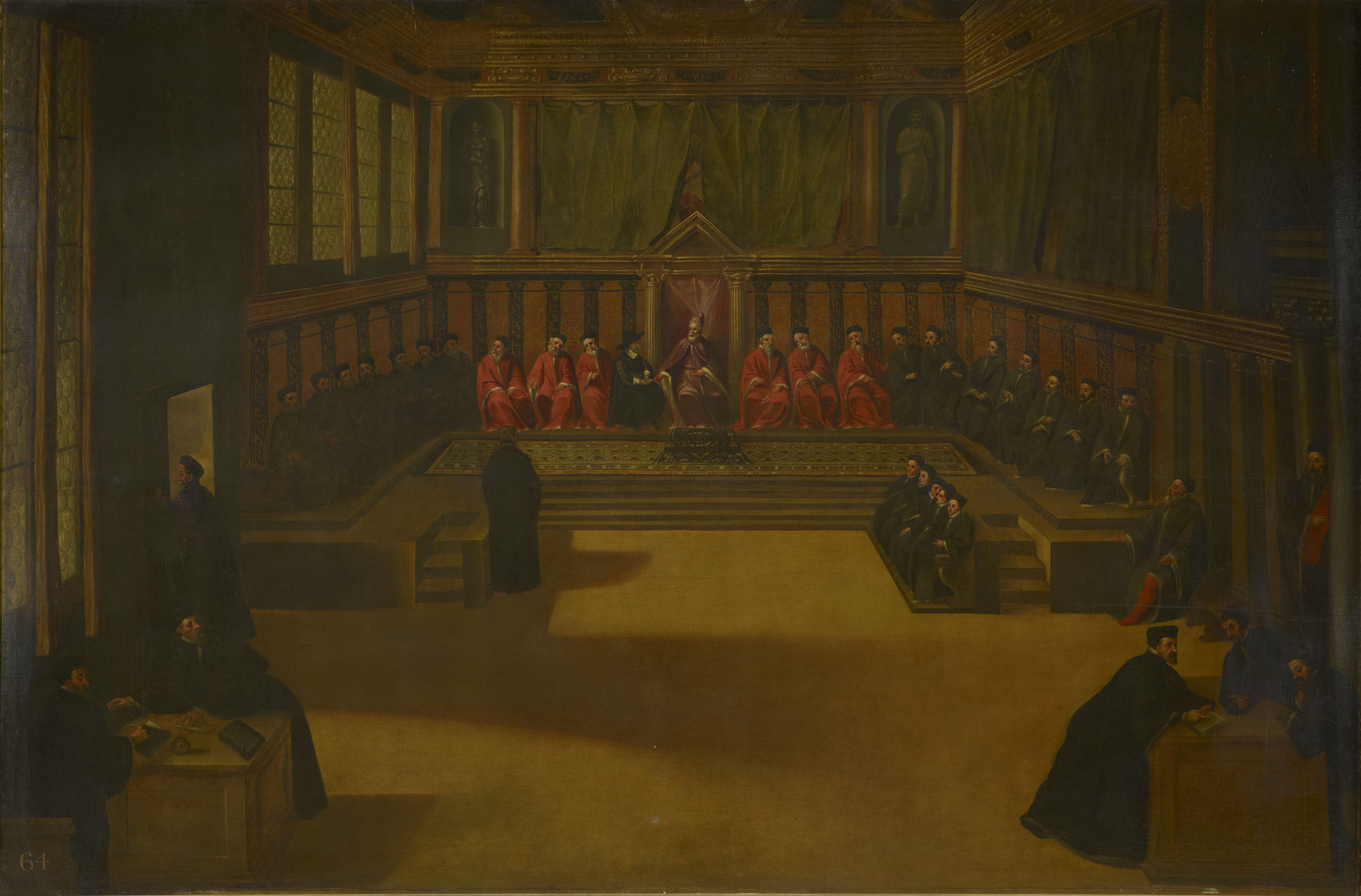
Empfang des englischen Botschafters Henry Wotton durch den Dogen; Wotton war von 1604 bis 1610, von 1616 bis 1619, schließlich von 1621 bis 1624 Botschafter in Venedig; Öl auf Leinwand, 175,1 × 263 cm, vor 1612, Royal Collection; die Bilder sind verhängt.

Die Gesandten, die Venedig nach Rom schickte, um eine Einigung zu erzielen, kehrten ohne Ergebnis zurück. Die Auseinandersetzung wurde zunehmend von einer juristischen Frage zu einer theologischen. Führender Kopf wurde dabei besagter Paolo Sarpi, der Freunde unter den giovani hatte, aber auch unter den Wissenschaftlern, die sich von päpstlichen Interventionen bedroht sahen.
Am 6. April 1606 drohte der Papst in einem Breve, für den Fall, dass die Gesetzte nicht zurückgenommen und die festgesetzten Kleriker nicht den kirchlichen Autoritäten übergeben würden, dem Senat mit der Exkommunikation und der Republik mit dem Interdikt. Dabei setzte er eine Frist von 24 Tagen. Diese ließ die Republik verstreichen.
Am 14. Mai 1607 erließ Papst Paul V. erneut ein Interdikt gegen Venedig, das er aufforderte das Gesetz vom 10. Januar 1605 aufzuheben, nach dem es ohne Genehmigung des Rates der Zehn keine neuen Klöster oder Kirchen mehr geben dürfte. Sarpi, den man der Häresie verdächtigte, wurde exkommuniziert. Daraufhin verwies man die Jesuiten aus der Stadt, Kapuziner und Theatiner folgten freiwillig. Andere Priester und Ordensleute, prominentester der Patriarch von Grado, ein Mitglied des Hauses Vendramin, passten sich den neuen Gegebenheiten an und blieben.
Der Kirchenkonflikt zwischen Venedig und Rom drohte auf andere europäische Staaten überzugreifen, die jeweils die venezianische bzw. päpstliche Partei ergriffen. Doch die Republik wich nicht. Im Gegenteil reagierte sie mit einem ‚Protest‘, in dem es hieß, das Breve sei gegen alle natürliche Vernunft und sogar gegen die göttlichen Schriften. Die Mehrheit der Berater der Republik votierte jedoch nicht für ein Konzil. Paolo Sarpi hätte eine solche Versammlung hingegen bevorzugt, wie sie die Republik im 15. und 16. Jahrhundert mehrfach erprobt hatte.
In seiner Bibliothek hatte der Doge nur ein Werk Sarpis, nämlich seine considerazioni sopra le censure della Santità di papa Paulo V contro la Serenissima Repubblica di Venezia. Darin brachte er das Selbstbewusstsein der Republik zum Ausdruck, indem er schrieb, dass dieser Staat unmittelbar von Gott eingesetzt worden sei, daher könne er gar nicht auf die Gesetze verzichten, wie er auch nicht gestatten könne, dass sie gebrochen werden. Daher sei es Ungehorsam gegen Gott, sich gegen ihre Anwendung zu stellen, und dies gelte auch für die Forderung nach ihrer Rücknahme, wie sie der Papst aufgestellt habe.
Einer der einflussreichsten Gegner Donàs, der Patriarch von Aquileia Francesco Barbaro, behauptete, kaum jemand in Venedig widerspreche dem Dogen, wenn auch mehr aus Furcht als aus Liebe – womit er den Dogen auf eine Stufe mit einem Tyrannen stellen wollte. Er unterstellte ihm zugleich, er plane eine entsprechende Herrschaft, also eine Art Umsturz. Dennoch unterstützten er und ein Teil des Adels die Idee einer Mediation durch einen spanischen Sondergesandten. Donà war bereit einzulenken, zumal Spanien mit einer bewaffneten Intervention drohte.
Nicolò Contarini warnte hingegen davor, zu glauben, dass Nachgiebigkeit ein geeignetes Mittel sei, die Oppression loszuwerden. Gegen Donà lehnte der Senat die Mediation ab. Nun kam im Februar 1607 von französischer Seite der Vorschlag, die Vermittlung zu übernehmen. Gebilligt wurde am 21. April die Lösung, dass die wechselseitige Zensur aufgehoben wurde, die entsprechende Anerkennung erfolgte. Die Gegner sahen darin das Ende der Möglichkeiten, sich vom römischen Joch zu befreien. Der Konflikt hatte in jedem Falle erwiesen, dass ein italienischer Staat in der Lage war, die päpstliche Zensur abzuwehren. Dessen Abhängigkeit von den Habsburgern war wiederum evident geworden. Als sich die Vereinigten Niederlande 1609 zum unabhängigen Staat erklärten, war es Venedig, das diesen als erstes anerkannte, gegen den Protest aus Madrid und Rom. Obwohl der Doge diese risikoreiche Strategie nicht unterstützte, verhielt er sich gegenüber dem päpstlichen Nuntius dermaßen brüsk und scharf im Ton, dass dieser in den letzten eineinhalb Jahren nicht mehr in einer Audienz erschien. Zugleich beharrte Donà darauf, dass die Adria ein venezianisches Meer sei, in dem die Schiffe der österreichischen Habsburger keinerlei Rechte hätten, wie sich bei der Blockade eines Schiffes aus Triest in der Praxis erwies.

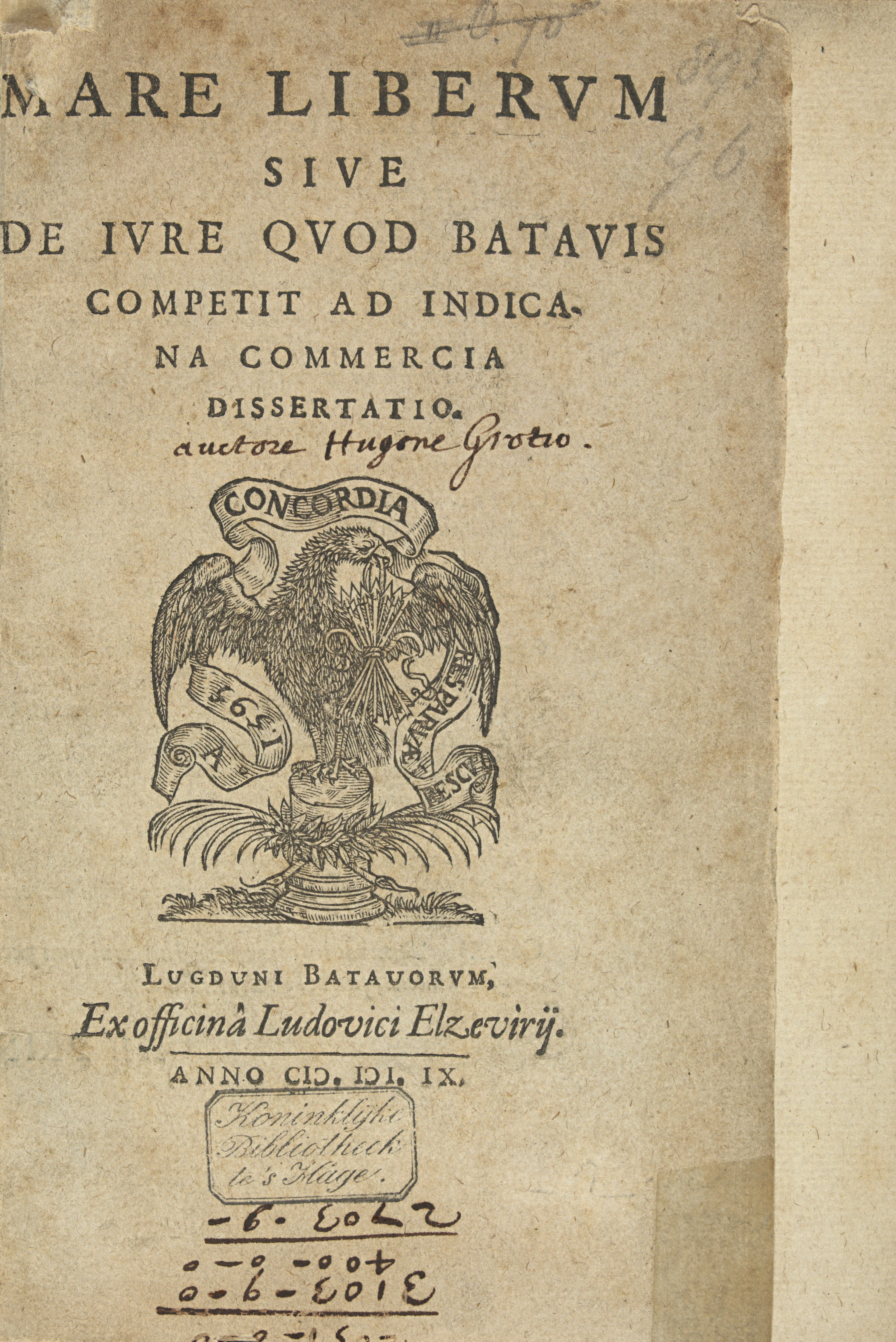
Hugo Grotius: Mare Liberum, sive de jure quod Batavis competit ad Indicana commercia dissertatio, Leiden 1609

Diese Debatte über die Freiheit der Meere, die durch das Pamphlet Mare liberum aus der Feder von Hugo Grotius ab 1609 stark befeuert wurde, stand der seit Jahrhunderten verfolgten Politik Venedigs entgegen, die auf der Vorstellung einer ausschließlich ihr gebührenden Dominanz über die Adria basierte. Paolo Sarpi als Berater der Regierung in Rechtsangelegenheiten (consultore in jure) versuchte dagegen eine Herleitung dieses Rechts auf das mare clausum in seiner Schrift Dominio del mare Adriatico della Serenissima Repubblica di Venezia. Die bloße Ableitung von eingeräumten Rechten durch Kaiser und Papst, wie sie Jahrhunderte lang in Übung war, genügte nicht mehr. Auch die Vermählung des Dogen mit der See, die immer wieder öffentlich zelebriert wurde, genügte nicht mehr als rechtliche Begründung für eine Ableitung aus dem Verhältnis der Eheleute zueinander. Im 14. Jahrhundert hatten die Titel von Schutz (protectio) und Bestrafung oder Rechtsprechung (iurisdictio) zunehmend als rechtssystematische Ableitung gedient, und damit begonnen, ältere Vorstellungen abzulösen. So war der Wechsel von Eigentum zur Rechtsprechung erfolgt, allerdings eingeschränkt auf die näheren Meeresgebiete. Die Lehre von der Freiheit der Meere setzte sich zunehmend durch, Venedig geriet trotz Sarpis Bemühungen zunehmend in die Defensive.
Im Gegensatz zu den Habsburgern erwies sich Donà gegenüber dem französischen Botschafter entgegenkommender, wie der habsburgische Gesandte konstatierte. 1610 war er sogar damit einverstanden, dass Händler aus Holland und England die Rechte de intus et de extra erwerben können sollten, an denen die Berechtigung hing, im Fernhandel Venedigs tätig zu werden. Unter den Befürwortern dieser Initiative waren Nicolò Contarini und Antonio Donà, der Neffe des Dogen. Für Venedig stellte dies ein viel geringeres Problem dar, als es scheinen könnte, denn nach der Konfession hatten die Venezianer weder beim Handelshaus der Deutschen gefragt, dem Fondaco dei Tedeschi, noch bei den zahlreichen protestantischen Handwerkern aus dem Reich. 1608 verteidigte Donà auch die Juden in Venedig gegen den römischen Nuntius, die selbst dann, wenn sie konvertiert waren (Marranen), nicht der päpstlichen Jurisdiktion unterstehen würden.

#### Innenpolitik
Die politisch-theologischen Auseinandersetzungen hatten auf venezianischem Gebiet zu erheblichen Erschütterungen geführt. So hatten Brescia und Verona ihre Unterwerfung unter den hl. Stuhl erklärt. Die Staatsinquisition griff, auch auf Antreiben des Dogen, scharf durch, etwa da, wo es um Geheimnisverrat ging. So wurde ein ehemaliger Botschafter der Republik in Rom, Alberto Badoer, der 1589 bis 1591 dort tätig gewesen war, zum Tode verurteilt.
Doch es wurde immer dann schwierig, Kompromisse zu erzielen, wenn der Verdacht aufkam, einige Patrizier wären daran interessiert, unter dem Schutz der Regierung mit protestantischen Fürsten zusammenzuarbeiten. Oder gar eine protestantische Kirche in Venedig aufzubauen. In diesen Verdacht geriet vor allem Paolo Sarpi, der das Vertrauen des Dogen genoss. Sarpi hielt ihn wiederum weder für einen Atheisten noch einen Protestanten. Aber er habe eine Auffassung der Rolle des Dogen, die ihm in derlei Fragen die höchste Autorität zuerkannte, wie es in Venedig Tradition war. Daher meide der Doge die Subtilitäten der Theologie.

#### Familienpalast (1609), letztes Testament (1612) und Tod

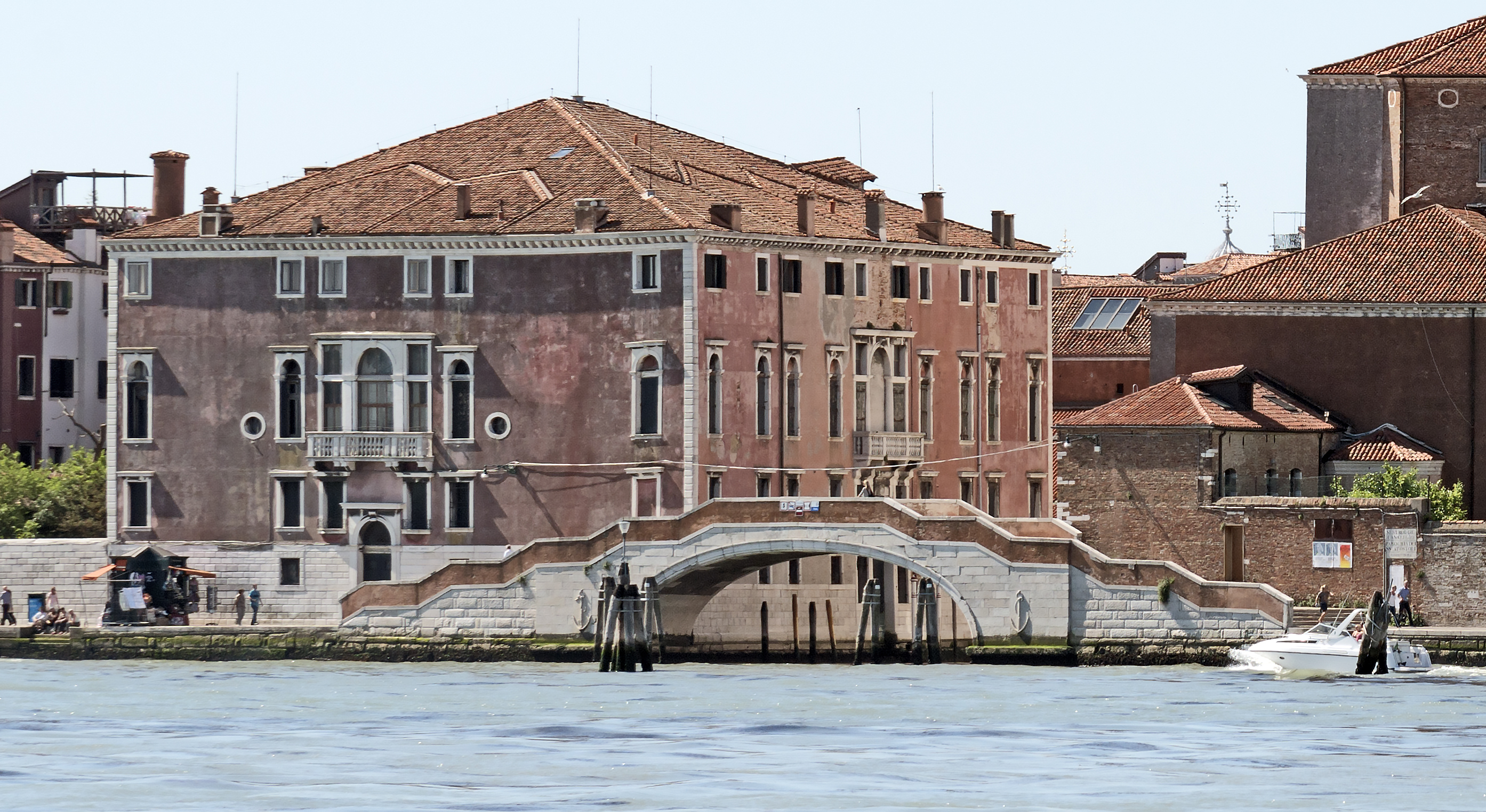
Der Palazzo Donà delle Rose ist einer der wenigen Stadtpaläste Venedigs, die sich noch immer im Besitz der Erbauerfamilie befinden. Das Bauwerk befindet sich an den Fondamenta Nove, und zwar an der Mündung des Rio dei Gesuiti. Das Gebäude entstand ab 1610, das Dach wurde 1611 fertiggestellt, also noch zu Lebzeiten Donàs.

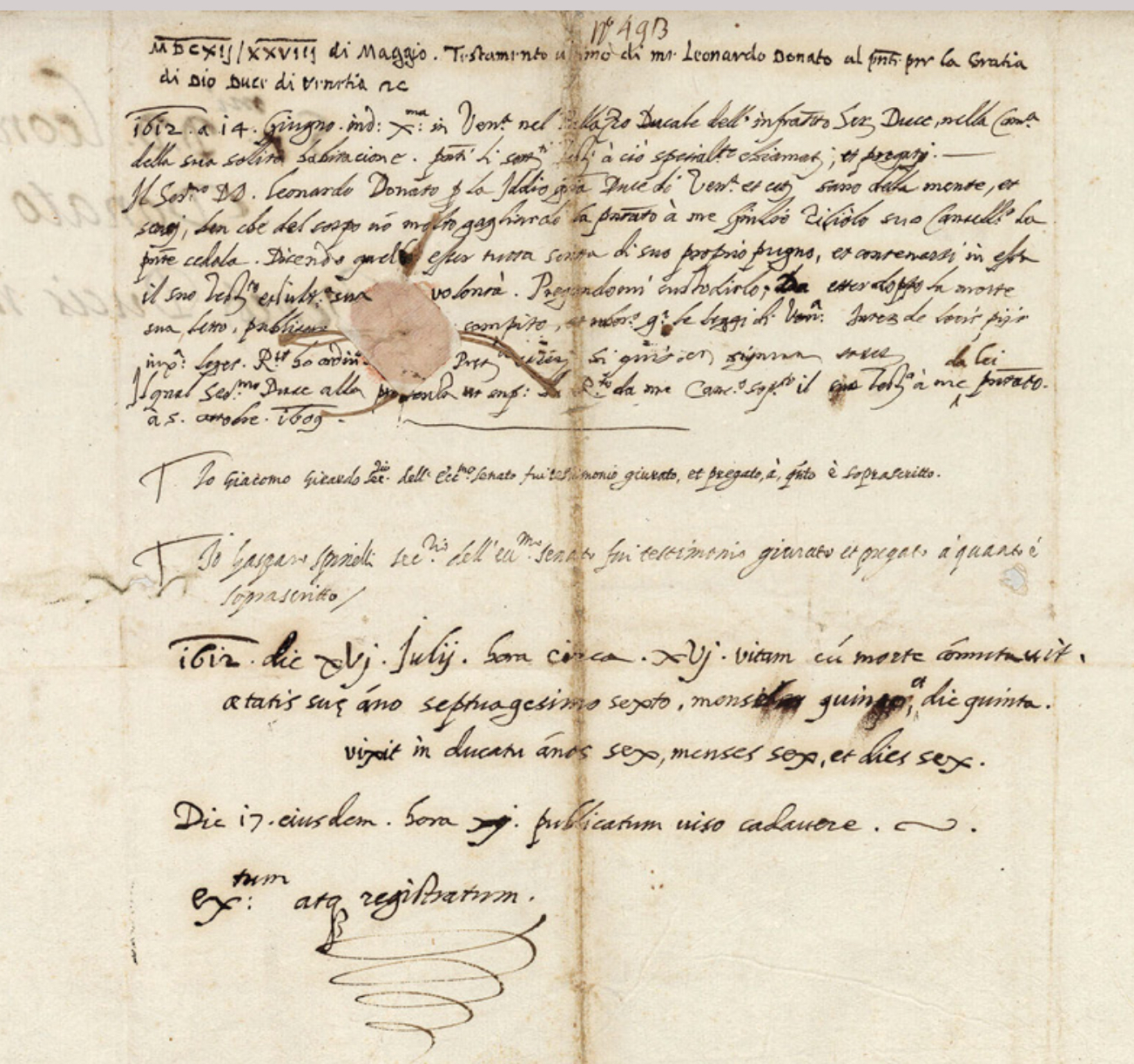
Das erste Blatt des als Autograph erhaltenen Testaments des Dogen vom 28. Mai 1612. Es besteht insgesamt aus drei Bifolia, 23,5 mal 34,2 cm (Staatsarchiv Venedig, Notarile, Testamenti, b. 1245, test. 493)

Auf Vorschlag des Cristoforo Sabbadino erwarb Donà 1609 eine Randzone der Kernstadt Venedigs an den Fondamente nove gegenüber der Insel Murano, und nicht am prestigereichen Canal Grande. Dort am äußersten Nordrand des Sestiere Cannaregio sollte der Familienpalast entstehen. Die Leitung des Projekts überantwortete er dem Proto der Procuratie de citra, Francesco di Pietro. Das überraschend schlichte Gebäude, das so wenig zu den Repräsentationsbedürfnissen eines Dogen passte, überließ er in seinem letzten Testament, dem von 1612, den Neffen Antonio, Leonardo und Girolamo. Darüber hinaus verfügte er, dass das Gebäude für immer im Besitz der Donà-Familie bleiben sollte.
Wohl zu Anfang 1612 erkrankte der Doge schwer. Dennoch saß er weiterhin täglich im Collegio, selbst am Tag seines Todes, wie der englische Botschafter Dudley Carleton (1573–1632) berichtet, der von 1610 bis 1615 in Venedig war. An diesem Tag, dem 16. Juli, ließ sich Leonardo Donà noch auf einer Gondel zum Familienpalast fahren, um das Gebäude zu bewundern. Dabei regte er sich heftig darüber auf, dass ein vorbeifahrender junger Patrizier sich über den Palast als ‚großen Schuppen‘ oder ‚Baracke‘ („teza“) mokiert hatte. Darüber erlitt er nach seiner Rückkehr einen Schlaganfall, wie es heißt.
Während sich der Nuntius und einige Anhänger des Patriarchen von Aquileia über Donàs Tod freuten, von dem sie behaupteten, er sei von vielen gefürchtet gewesen, bedauerte der englische Botschafter Carleton das Ableben eines Mannes mit genau denjenigen Qualitäten, die man als ein großer Doge brauche.

## Grabmal

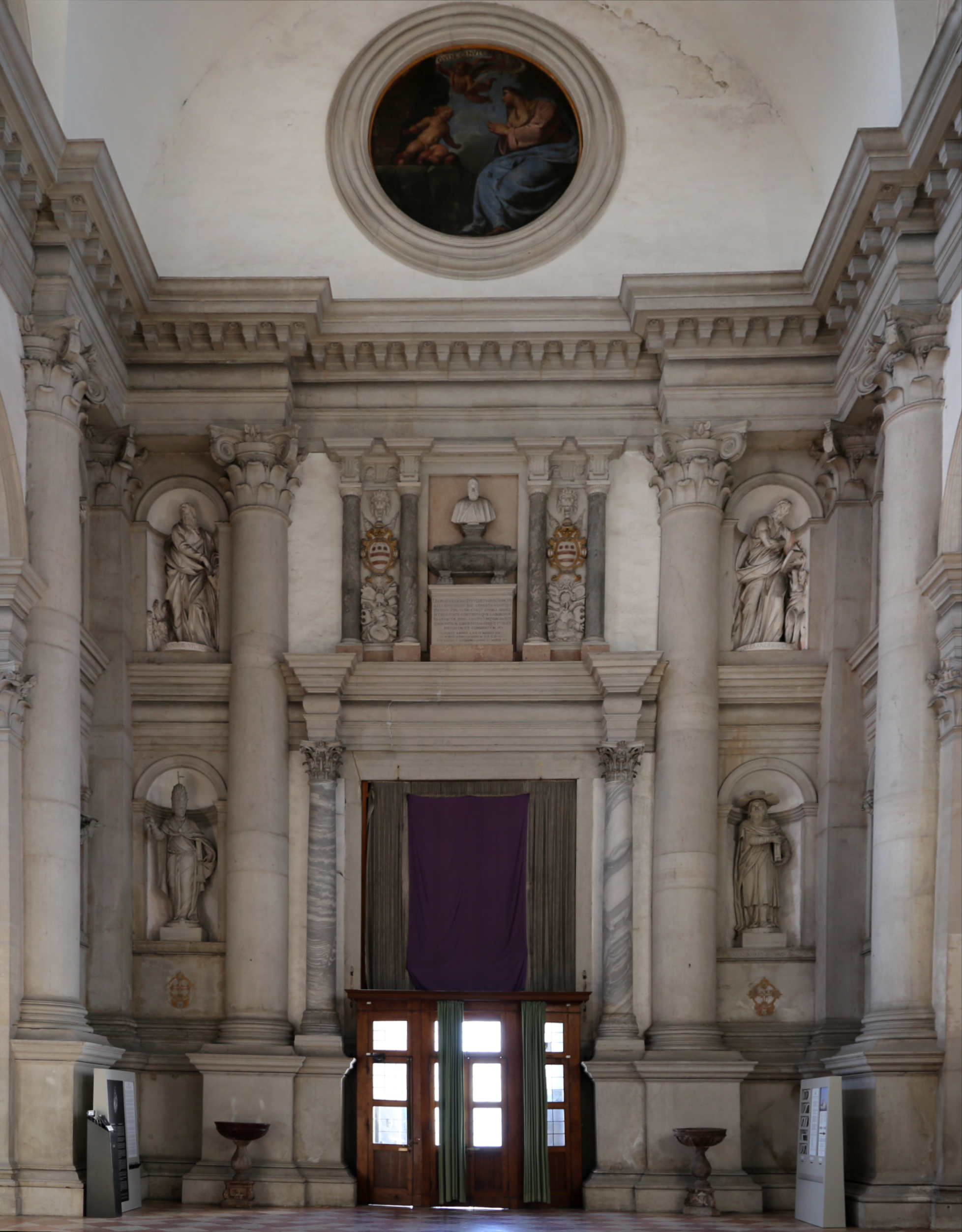
Grabmonument des Dogen in der Basilika auf San Giorgio Maggiore

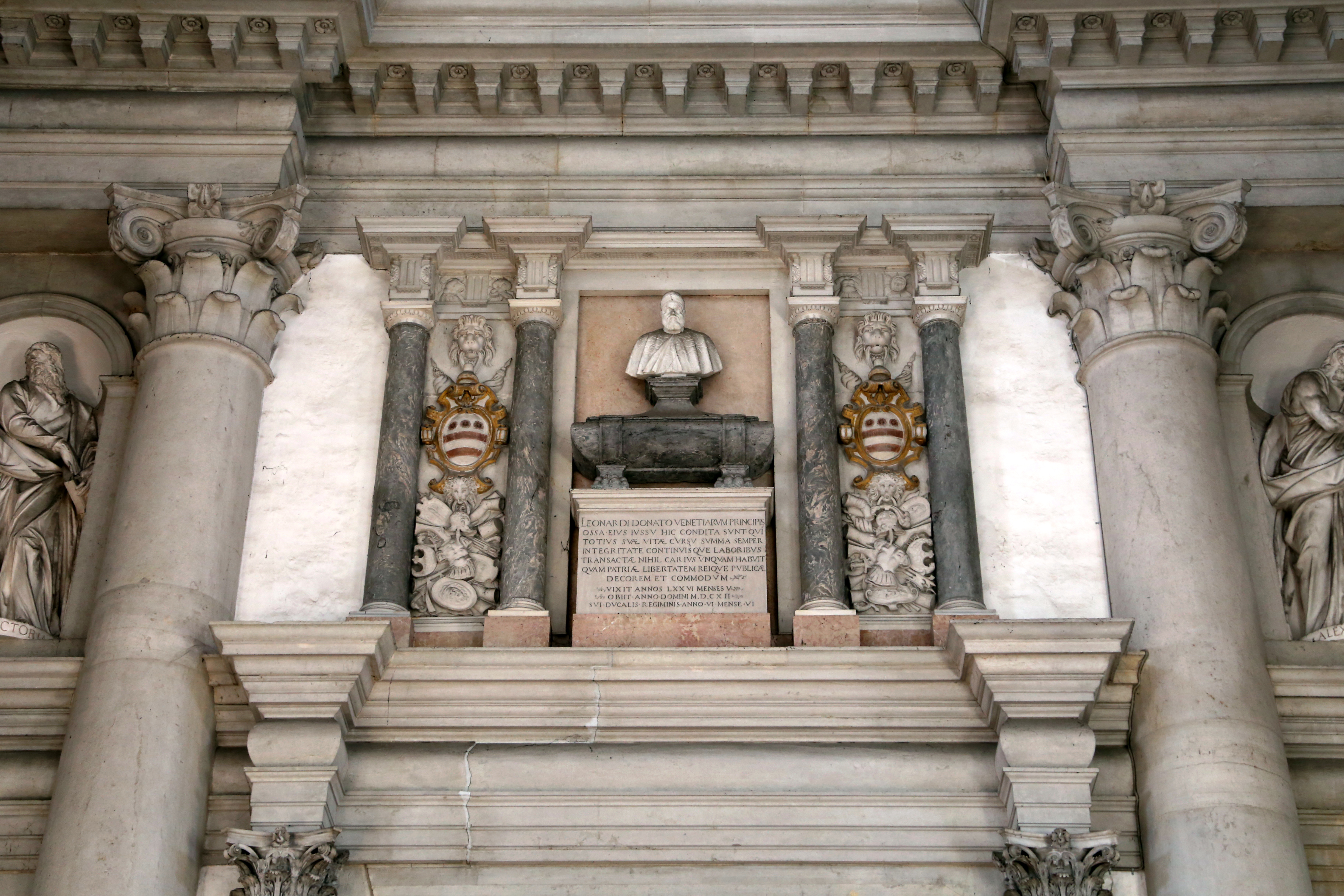
Detail mit der Büste des Dogen und einer Inschrift

Leonardo Donà wollte auf der Insel San Giorgio Maggiore in der Basilika begraben werden, ausgerechnet in der Kirche, die seine Gegner als Symbol für den römischen Stil, verkörpert durch den Baumeister Andrea Palladio befürworteten. Donà hingegen hatte Zeit seines Lebens die venezianische Tradition dagegengesetzt. Außerdem war er der erste Doge, der nicht einbalsamiert werden wollte.
Das Grabmonument ist ein Werk von Schülern des Alessandro Vittoria, der bereits 1608 verstorben war. Unterhalb der Dogenbüste heißt es:
„LEONARDI DONATO VENETIARUM PRINCIPIS / OSSA EIUS IUSSU HIC CONDITA SUNT QUI / TOTIUS SUAE VITAE CURSU SUMMA SEMPER / INTEGRITATIE CONTINUISQUE LABORIBUS / TRANSACTAE NIHIL CARIUS UNQUAM HABUIT / QUAM PATRIAE LIBERTATEM REIQUE PUBLICAE / DECOREM ET COMMODUM / VIXIT ANNOS LXXVI MENSIS V / OBIIT ANNO DOMINI M.D.C X II / SUI DUCALIS REGIMINIS ANNO VI MENSE VI“